# GiveALink.org
GiveALink — сайт, где люди могут поделиться своими закладками с веб-сообществом, не является коммерческим. Это академический исследовательский проект, запущенный в Индианском университете (Блумингтон, США) с целью анализа структуры и содержимого файлов закладок, для выстраивания следующего поколения веб-технологий и новых путей поиска, рекомендования, серфинга, персонализации и визуализации Web.
GiveALink предоставляет несколько сервисов, недоступных более нигде. Один из них — поисковая машина, находящая по заданному URL другие веб-страницы, которые люди отмечают вместе с ней (иначе говоря, подобные веб-страницы). Машина также поддерживает поиск по ключевым словам, причём результаты могут быть персонализованы, основываясь на отмеченных пользователем файлах закладок. Кроме того, пользователи могут просматривать, организовывать, добавлять свои закладки онлайн, а также загружать файлы закладок на другие компьютеры.
Все данные GiveALink, в анонимной форме, доступны для других исследователей и интернет-пользователей. Открыта для копирования коллекция URL, матрица, содержащая коэффициенты подобия для пар URL, и результат работы нескольких ранжирующих алгоритмов. Результаты поиска можно получить в формате XML через RSS-фид, что удобно для интеграции с собственными приложениями.
GiveALink применяет существующую иерархическую структуру файлов закладок (каталоги и подкаталоги), в той же мере, как и технологию коллаборативной фильтрации, чтобы измерять подобие между веб-страницами. Как правило, если множество людей помешают два URL в один и тот же каталог, эти два URL должны быть схожими. С другой стороны, когда многие кладут две ссылки в разные каталоги, они различаются между собой.